# 1992년 몬테네그로 독립 국민투표
1992년 몬테네그로 독립 국민투표는 1992년 3월 1일 몬테네그로 사회주의 공화국에서 실시된 국민투표로 몬테네그로의 유고슬라비아 사회주의 연방공화국에서 독립 여부를 결정하는 투표이다. 이 투표는 몬테네그로 주권에 관련된 최초의 국민투표이다.
이 투표는 몬테네그로 대통령 모미르 불라토비치가 피터 캐링턴 경이 제시한 조건에 동의하기로 결정한 데 따른 결과였다. 캐링턴 경은 유고슬라비아를 국제법상 동등한 권한을 가진 독립 국가들의 연합으로 전환하기로 했다. 불라토비치의 결정은 세르비아 사회주의 공화국 대통령 슬로보단 밀로셰비치와 세르비아 당국 지도부의 분노를 샀고, 그들은 유고슬라비아로부터 분리독립을 원하지 않는 국가들이 후계 국가를 설립할 수 있도록 하는 내용의 캐링턴 계획 개정안을 추가했다.
총 421,549명의 시민이 유권자로 등록되었으며 유권자들에게 던진 국민투표 질문 문항은 다음과 같다.
| “ | 몬테네그로가 주권 공화국으로서 유고슬라비아라는 공동 국가에 계속 거주하며, 다른 공화국들과 동등한 지위를 유지하는 것에 찬성하십니까? | ” |

몬테네그로는 유권자들은 유고슬라비아에 잔류하기로 결정했다. 전체 유권자의 63.17%에 해당하는 95.96%의 유권자가 찬성표를 던졌고, 투표율은 66.04%였다. 1992년 4월 27일 국민투표의 결과에 따라 과거 유고슬라비아 사회주의 연방의 구성 공화국이었던 세르비아와 몬테네그로로 구성된 유고슬라비아 연방공화국이 수립되었다.